# Výsledky letních olympijských her 1896
Výsledky letních olympijských her 1896 uvádějí přehledně jednotlivé disciplíny, v nichž se soutěžilo na Letních olympijských hrách konaných v Athénách v Řecku od 6. do 15. dubna 1896, a výsledky těchto disciplín.
Jednalo se o první mezinárodní olympijské hry konané v moderní éře. Zúčastnili se jich pouze muži.

## Cyklistika

### Závod na 1 kolo – muži
- 1. Paul Masson Francie 24,0
- 2. Stamatios Nikolopoulos Řecko 26.0
- 3. Adolf Schmal Rakousko 26,0
- 4. Edward Battell Velká Británie 26,2
- 5. Theodor Leupold Německo 27,0
- 5. Frank Keeping Velká Británie 27,0
- 5. Léon Flameng Francie 27,0
- 8. Joseph Rosemeyer 27,2

### Závod na 10 km na dráze – muži
- 1. Paul Masson Francie
- 2. Léon Flameng Francie
- 3. Adolf Schmal Rakousko
- 4. Joseph Rosemeyer Německo

### Závod na 100 km na dráze – muži
- 1. Léon Flameng Francie
- 2. Georgios Kolettis Řecko

### Závod na 12 hodin na dráze – muži
- 1. Adolf Schmal Rakousko
- 2. Frank Keeping Velká Británie

### Silniční závod – muži
- 1. Aristidis Konstantinidis Řecko 3:21:10
- 2. August Goedrich Německo 3:31:14
- 3. Edward Battell Velká Británie

### Sprint 2000 metrů – muži
- 1. Paul Masson Francie 4:58.2
- 2. Stamatios Nikolopoulos Řecko 5:00.2
- 3. Léon Flameng Francie
- 4. Joseph Rosemeyer Německo

## Tenis

### Čtyřhry – muži
- 1. Boland – Traun Velká Británie/Německo
- 2. Demis Kasdaglis – Demetrios Petrokokkinos Řecko
- 3. Edwin Flack - Robertson Austrálie

### Dvouhra – muži
- 1. John Pius Boland Velká Británie
- 2. Dionysios Kasdaglis Řecko
- 3. Konstantinos Paspatis Řecko
- 3. Momcsilló Topavicza Maďarsko
- 5. Evangelis Rallis Řecko
- 5. Aristides Akratopoulos Řecko

## Vzpírání

### Supertěžká váha – jednou rukou muži
- 1. Launceston Elliot Velká Británie 71,0
- 2. Viggo Jensen Dánsko 57,0
- 3. Alexandros Nikolopoulos Řecko 57,0
- 4. Sotirios Versis Řecko 40,0

### Supertěžká váha – muži
- 1. Viggo Jensen Dánsko 111,5
- 2. Launceston Elliot Velká Británie 111,5
- 3. Sotirios Versis Řecko 90,0
- 4. Georgios Papasideris Řecko 90,0
- 4. Carl Schuhmann Německo 90,0
- 6. Momcsillö Topavicza Maďarsko 80,0

## Gymnastika

### Hrazda – muži
- 1. Hermann Weingärtner Německo
- 2. Alfred Flatow Německo

### Bradla – muži
- 1. Alfred Flatow Německo
- 2. Louis Zutter Švýcarsko
- 3. Conrad Böcker Německo
- 3. Hermann Weingärtner Německo
- 5. Carl Schuhmann Německo

### Družstva na hrazdě – muži
- 1. Německo

### Družstva na bradlech – muži
- 1. Německo
- 2. Řecko
- 3. Řecko

### Šplh na laně – muži
- 1. Nikolaos Andriakopoulos Řecko 23,4
- 2. Thomas Xenakis Řecko
- 3. Fritz Hofmann Německo
- 4. Viggo Jensen Dánsko
- 5. Elliot Launceston Velká Británie

### Přeskok – muži
- 1. Carl Schuhmann Německo
- 2. Louis Zutter Švýcarsko
- 3. Hermann Weingärtner Německo

### Kůň našíř – muži
- 1. Louis Zutter Švýcarsko
- 2. Hermann Weingärtner Německo

### Kruhy – muži
- 1. Ioannis Mitropoulos Řecko
- 2. Hermann Weingärtner Německo
- 3. Petros Persakis Řecko

## Šerm

### Fleret jednotlivci – muži
- 1. Eugène-Henri Gravelotte Francie
- 2. Henri Callot Francie
- 3. Perikles Pierrakos-Mavromichalis Řecko
- 4. Athanasios Vouros Řecko
- 5. Henri de Laborde Francie
- 5. Konstantinos Komnios-Milliotis Řecko
- 7. Ioannis Poulos Řecko
- 7. Georgios Balakakis Řecko

### Šavle jednotlivci – muži
- 1. Ioannis Georgiadis Řecko
- 2. Telemachos Karakalos Řecko
- 3. Holger Nielsen Dánsko
- 4. Adolf Schmal Rakousko
- 5. Georgios Iatridis Řecko

### Fleret mistři – muži
- 1. Leonidas Pyrgos Řecko
- 2. Jean Perronnet Francie

## Plavání

### 100 metrů volný způsob námořníků – muži
- 1. Ioannis Malokinis Řecko 2:20.4
- 2. Spiridon Chazapis Řecko
- 3. Dimitrios Drivas Řecko

### 1500 metrů volný způsob – muži
- 1. Alfréd Hajós Maďarsko 18:22.1
- 2. Ioannis Andreou Řecko 21:03.4

### 100 metrů volný způsob – muži
- 1. Alfréd Hajós Maďarsko 1:22.2
- 2. Otto Herschmann Rakousko 1:22.8

### 400 metrů volný způsob – muži
- 1. Paul Neumann Rakousko 8:12.6
- 2. Antonios Pepanos Řecko 9:57.6
- 3. Eustathios Korafas Řecko

## Atletika

### Skok vysoký – muži
- 1. Ellery Clark USA 1,81
- 2. James Connolly USA 1,65
- 3. Robert Garrett USA 1,65
- 4. Henrik Sjöberg Švédsko 1,60
- 5. Fritz Hofmann Německo 1,55

### Skok o tyči – muži
- 1. William Welles Hoyt USA 3,30
- 2. Albert Tyler USA 3,20
- 3. Evangelos Damaskos Řecko 2,60
- 4. Ioannis Theodoropoulos Řecko 2,60
- 5. Vasilios Xydas Řecko 2,40

### Skok daleký – muži
- 1. Ellery Clark USA 6,35
- 2. Robert Garrett USA 6,00
- 3. James Connolly USA 5,84
- 4. Alexandros Chalkokondilis Řecko 5,74

### Trojskok – muži
- 1. James Connolly USA 13,71
- 2. Alexandre Tuffére Francie 12,70
- 3. Ioannis Persakis Řecko 12,52
- 4. Alajos Szokolyi Maďarsko 11,26
- 5. Carl Schuhmann Německo

### 110 metrů překážek – muži
- 1. Thomas Curtis USA 17,6
- 2. Grantley Goulding Velká Británie 17,6

### Maratón – muži
- 1. Spyridon Louis Řecko 2:58:50
- 2. Charilaos Vasilakos Řecko 3:06:03
- 3. Gyula Kellner Maďarsko 3:06:35
- 4. Ioannis Vrettos Řecko
- 5. Eleveitherios Papasimeon Řecko
- 6. Demetrios Deligannis Řecko
- 7. Evangelos Gerakakis Řecko
- 8. Stamatios Masouris Řecko

### 400 metrů – muži
- 1. Thomas Burke USA 54.2
- 2. Herbert Jamison USA 55.2
- 3. Charles Gmelin Velká Británie
- 4. Fritz Hofmann Německo

### 800 metrů – muži
- 1. Edwin Flack Austrálie 2:11.0
- 2. Nándor Dáni Maďarsko 2:11.8
- 3. Demitrios Golemis Řecko 2:28.0

### 1500 metrů muži
- 1. Edwin Flack Austrálie 4:33.2
- 2. Arthur Blake USA 4:34.0
- 3. Albin Lermusiaux Francie 4:37.0
- 4. Karl Galle Německo

### Vrh koulí – muži
- 1. Robert Garrett USA 11,22
- 2. Gouskos Miltiades Řecko 11,03
- 3. Georgios Papasideris Řecko 10,36
- 4. Viggo Jensen Dánsko

### Hod diskem – muži
- 1. Robert Garrett USA 29,15
- 2. Panagiotis Paraskevopoulos Řecko 28,955
- 3. Sotirios Versis Řecko 27,78
- 4. George Robertson Velká Británie 25,20

### 100 metrů – muži
- 1. Thomas Burke USA 12,0
- 2. Fritz Hofmann Německo 12,0
- 3. Francis Lane USA 12,6
- 4. Alojz Sokol Maďarsko 12,6
- 5. Alexandros Chalkokondilis Řecko 12,6

## Střelba

### Armádní puška 200 metrů – muži
- 1. Pantelis Karasevdas Řecko 2320
- 2. Paulos Pavlidis Řecko 1978
- 3. Nikolaos Trikupis Řecko 1713
- 4. Anastasios Metaxas Řecko 1701
- 5. Georgios Organidis Řecko 1698
- 6. Viggo Jensen Dánsko 1640
- 7. Georgios Diamantis Řecko 1456
- 8. A.Baumann Švýcarsko 1294

### Libovolná puška – muži
- 1. Georgios Orphanidis Řecko 1583
- 2. Ioannis Phrangoudis Řecko 1312
- 3. Viggo Jensen Dánsko 1305
- 4. Anastasios Metaxas Řecko 1102
- 5. Pantelis Karasevdas Řecko 1039

### Armádní revolver – muži
- 1. John Paine USA 442
- 2. Sumner Paine USA 380
- 3. Nikolaos Dorakis Řecko 205
- 4. Ioannis Frangoudis Řecko
- 5. Holger Nielsen Dánsko

### Rychlopalba z pistole – muži
- 1. Ioannis Phrangoudis Řecko 344
- 2. Georgios Orphanidis Řecko 249
- 3. Holger Nielsen Dánsko

### Libovolná pistole – muži
- 1. Sumner Paine USA 442
- 2. Holger Nielsen Dánsko 285
- 3. Ioannis Frangoudis Řecko
- 4. Nikolaos Dorakis Řecko
- 5. Georgios Orfanidis Řecko

## Zápas

### Řecko-římský zápas, supertěžká váha (130 kg)
- 1. Carl Schuhmann Německo
- 2. Georgios Tsitas Řecko
- 3. Stephanos Christopoulos Řecko